# Presidente de las Cortes de Apelaciones de Chile
Los Presidentes de las Corte de Apelaciones son los miembros de las Cortes de Apelaciones chilenas encargados de presidirlas. El ejercicio de este cargo recae en los mismos jueces que forman parte de la respectiva Cortes de Apelaciones, llamados ministros, quienes se turnan anualmente por orden de antigüedad en la correspondiente categoría del escalafón del Poder Judicial. Sus funciones se inician el día 1 de marzo de cada año.
Las Cortes de Apelaciones funcionan regularmente en salas. Anualmente se sortean los miembros del tribunal que integran cada sala, con excepción del presidente, que queda incorporado a la primera sala, siendo facultativo para él integrarla.
En ausencia del presidente de una Corte de Apelaciones, hace sus veces el ministro más antiguo de los que se encontraren reunidos en la sala del tribunal.

## Funciones de los presidente de las Cortes de Apelaciones
A los presidentes de las Cortes de Apelaciones, de acuerdo al Código Orgánico de Tribunales, y sin perjuicio de las atribuciones que otras disposiciones les otorgan, les corresponden especialmente las siguientes:
1. Presidir el respectivo tribunal en todas sus reuniones públicas;
2. Instalar diariamente la sala o salas de las respectiva Corte de Apelaciones, según el caso, para su funcionamiento, haciendo llamar, si fuere necesario, a los funcionarios que deben integrarlas.
3. Formar el último día hábil de cada semana, las tablas de asuntos que deba ocuparse el tribunal o sus salas en la semana siguiente.
4. Abrir y cerrar las sesiones del tribunal, anticipar o prorrogar las horas del despacho en caso de que así lo requiera algún asunto urgente y grave y convocar extraordinariamente al tribunal cuando fuere necesario.
5. Mantener el orden dentro de la sala del tribunal, amonestando a cualquiera persona que lo perturbe y aún haciéndole salir de la sala en caso necesario.
6. Dirigir los debates del tribunal, concediendo la palabra a los miembros que la pidieren.
7. Fijar las cuestiones que hayan de debatirse y las proposiciones sobre las cuales haya de recaer la votación.
8. Poner a votación las materias discutidas cuando el tribunal haya declarado concluido el debate.
9. Enviar al Presidente de la Corte Suprema, antes del 15 de febrero de cada año, la estadística completa del movimiento de causas y demás asuntos de que conociera la respectiva Corte de Apelaciones.
10. Dar cuenta al Presidente de la Corte Suprema de las causas en que no se haya dictado sentencia en el plazo de treinta días, contados desde el término de la vista, y de los motivos del retardo.